# Epitonium clathratulum
Espèce
Epitonium clathratulum est une espèce de mollusques gastéropodes de la famille des Epitoniidae.

## Répartition et habitat
Epitonium clathratulum se rencontre dans l'Atlantique nord-est et en Méditerranée. Elle est présente entre 30 et 100 m de profondeur.[réf. nécessaire]

## Description

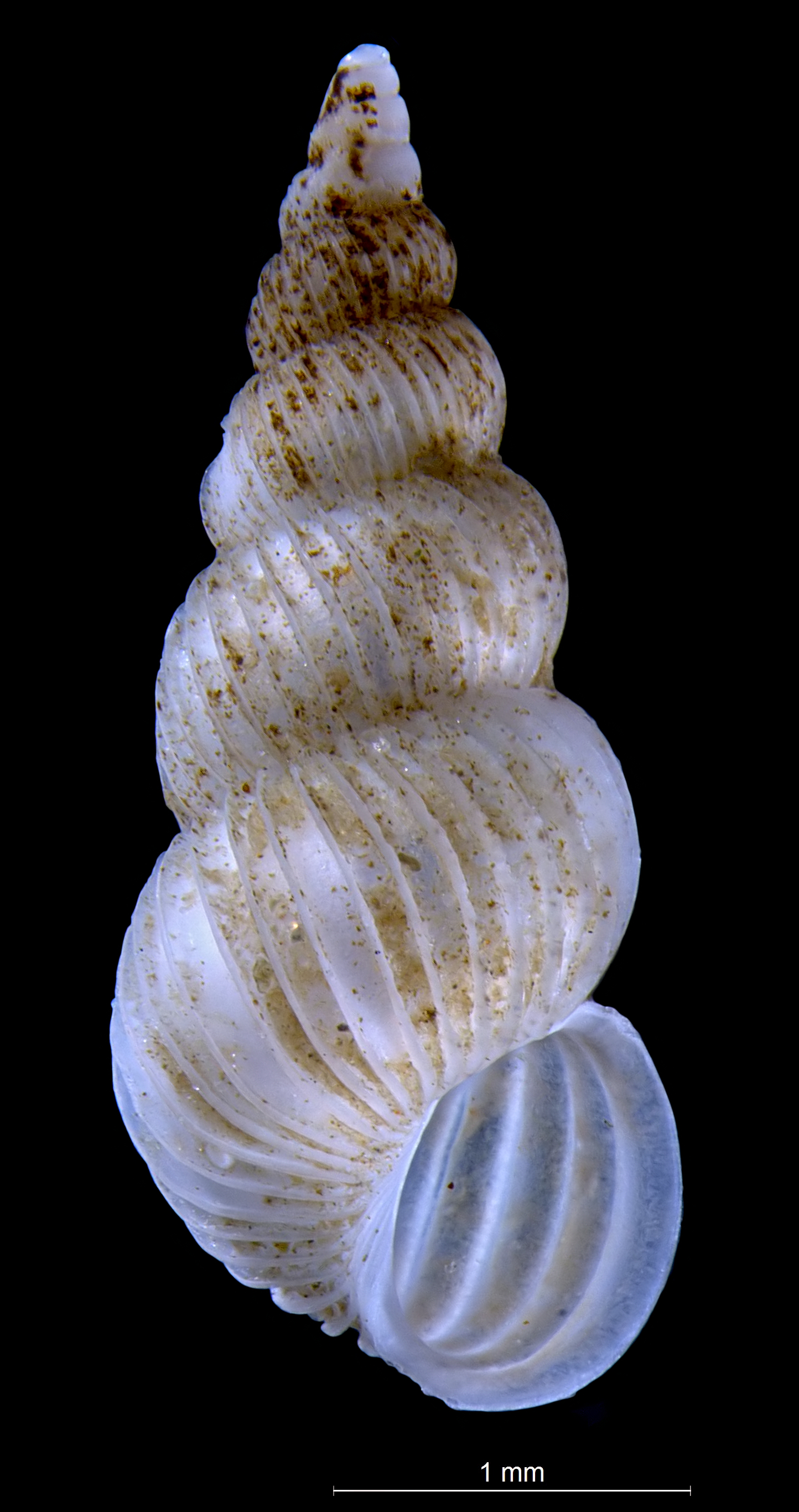

Les individus de cette espèce peuvent mesurer jusqu'à 12 mm de long et 4 mm de large.

## Liste des sous-espèces
Selon World Register of Marine Species (14 août 2024) :
- Epitonium clathratulum clathratulum (Kanmacher, 1798)
- † Epitonium clathratulum minutum (J. De C. Sowerby, 1823)

## Classification
Le nom valide complet (avec auteur) de ce taxon est Epitonium clathratulum (Kanmacher (d), 1798).
L'espèce a été initialement classée dans le genre Turbo sous le protonyme Turbo clathratulus Kanmacher, 1798,.
Epitonium clathratulum a pour synonymes :
- Hyaloscala clathratula (Kanmacher, 1798)
- Hyaloscala spinosa (Jeffreys, 1884)
- Scala clathratula (Kanmacher, 1798)
- Scalaria clathrata sic
- Scalaria clathratula (Kanmacher, 1798)
- Turbo clathratulus Kanmacher, 1798

### Publication originale
- (la + en) Frederick Kanmacher, Essays on the microscope; Containing a Practical Description of the Most improved Microscopes; A general History of Insects... : The Second Edition, with considerable additions and improvements, Londres, Dillon & Keating, 1798, 724 p. (lire en ligne), p. 636.